# Calidota phryganoides
Calidota phryganoides är en fjärilsart som beskrevs av Walker 1855. Calidota phryganoides ingår i släktet Calidota och familjen björnspinnare. Inga underarter finns listade i Catalogue of Life.